# Eubaphe daxata
Eubaphe daxata là một loài bướm đêm trong họ Geometridae.